# 我们来自未来
《我们来自未来》（俄語：Мы из будущего），或譯古墓迷蹤，是一部讲述了几位俄罗斯年轻人意外穿越时空，回到第二次世界大战斯大林格勒战役时期的俄罗斯电影。该电影在2008年获得俄罗斯年度票房冠军。

## 剧情
四个俄罗斯的青年通过挖掘地下二战期间留下的古董軍品，转手卖出牟利。这一天，他们又进行例行挖掘。由于切列普将面包和罐头偷吃，伯尔曼要求切列普和斯皮尔特再去买一些吃的。路上，由于斯皮尔特说切列普是直肠子，切列普强行将斯皮尔特的长头发剪成短头发。回来稍事休息后，几人继续挖掘。其中一位意外地发现了一个被掩埋了的掩体。裡面有四位士兵、一位軍官、一位女救護兵的遺骸。他们进去搜寻一番，将有价值的东西拿出，其中有一張女醫護兵的照片，後再次出来休息。斯皮尔特仍因为刚刚切列普将其头发剪短感到愤愤不平，掏出手枪吓唬切列普。不料切列普却当真，威胁将勺子插入到斯皮尔特的眼睛里，接着一把拨开手枪。斯皮尔特见势不妙，赶紧息事宁人，提议用手枪射罐子解闷。丘哈也随同前往。斯皮尔特从掩体中找出一个髑髅，架在木棍上正准备让切列普射击，却遭到了丘哈的强烈反对，并大声呼喊伯尔曼。在射击的一刹那，伯尔曼击偏并夺走手枪。随后，一位老太太将四人误认为是前来埋葬二戰士兵遺骸的，将牛奶白送给他们，并请求他们将她1942年失蹤的儿子——德米特里·索科洛夫的烟盒带回给她。大妈还建议他们去不远的湖边洗个澡。而这几个年轻人却不以为意。随后这几位年轻人发现，从掩体中找到的身份证明中，竟然印着他们四人自己的照片。四人都不敢相信这个事实，以为是酒精的作用，便一同前去湖边洗澡，以便让冷水将幻觉赶走。
然而，在他们潜水的过程中，不断有子弹射入水内。换气时，他们发现自己突然身居战场。等他们上岸的时候，环境已经完全不是下水之前的景象。周围又冷又暗。他们惊恐地奔跑一段路程后，被苏军俘虜。由于是光着身子下水，没有带任何物品，四位主角无法证明自己的身份，以至于和苏军交流上出了问题。经过简单交涉，大士将他们带回军营听候处理。四人解释自己是来自未来的人，然而无人相信。通过证件比对，四人来自12步兵师131团。该团被德軍殲滅，全团仅主角四位生还。因此，大士解释说，由于看到全团牺牲，四人意识模糊了，才说出“我们来自未来”的话。
次日，他们发现自己被穿越時空來到了1942年8月19日。同时推断，由于自己是从湖里来的，只能通过湖再回到他们的世界。正讨论着，大士将醫護女兵妮娜带来，希望能治好四位主角的脑震荡。妮娜将四位男主角顿时迷住不能自己。刚刚搭上几句话，德国方面的空袭就开始了。空袭以苏联方面胜利告终。伯尔曼情不自禁地吻了妮娜。休整时，伯尔曼采了鲜花想追求卫生员妮娜；然而他发现丘哈也喜欢上了女醫護兵。丘哈迫于在现代世界，伯尔曼是老大的压力，被伯尔曼赶跑了。
斯皮尔特和切列普挖掘防御工事时由于去留问题又产生了争执，打斗起来。大士及时赶到，警告他们下次若再犯就移交军事法庭。
当晚，他们再次试图跳湖回到未来，但是未能成功。
第二天，在未来世界中的他们嘲笑过的老奶奶出现了。四个人争先恐后地下跪要求老奶奶原谅，送他们回到未来世界。然而老奶奶除了被四个人吓到外，也無法帮助他们。随后他们发现，只有完成老奶奶交给的任务，他们才能回到未来。
随后四个人由于跳湖被逮到，被特别处人员谈话，任命他们同大士去完成一件特殊任务——活抓一名德軍俘虏，最好是军官。但是不仅大士牺牲了，四个人也最终被俘虏。
由于伯尔曼精通德语并学过这方面的历史，他讲出了蘇德戰爭胜利的“事实”，并对这位德国上校的未来作出预言。这位德国上校内心比较佩服伯尔曼，让他带着5根香肠，在监狱里等着被处决。
待到伯尔曼来到监狱，发现除了自己的朋友，还有一位苏联军人。这位军人介绍自己叫季馬·索科洛夫（在俄语中，“季马（Дима）”是“德米特里（Дмитрий）”的缩略形式，用于非正式场合），也就是那位老奶奶的孩子。四个人迫不及待地问他是否有烟盒，而德米特里交出的烟盒和大妈的描述完全一致。切列普激动地想要藏起来带走，而伯尔曼劝阻他保持冷静，将烟盒还给了德米特里。
接着斯皮尔特开始拐弯抹角地讽刺切列普，说21世纪的莫斯科有光头党的存在，他们崇拜希特勒。本以为崇拜纳粹的切列普会尴尬，没想到被德米特里揍了一顿。德米特里坚称，即使红军战士不在了，人们也会分清正义和邪恶，莫斯科永远不可能喊出“希特勒万岁！”的口号。当晚，四位主人公顺着德米特里挖的地道潜回苏军阵地。而德米特里却因为掩护主人公牺牲。次日，伯尔曼找到妮娜，在一个草堆上开始亲热。然而，丘哈躲在树上看到这一幕，心中很不舒服，一不小心从树上摔了下来。丘哈不能忍受伯尔曼的行为，无法自持地想要教训伯尔曼。斗殴的这一幕正被特别处的人看到。两人都被关进了地下室。妮娜跑去求情，丘哈先被放了出来。
当伯尔曼被放出来之后，斯皮尔特为部队唱了一首歌，部队做好作战准备。随后全队发起总攻。
从未经历过战争的主人公们无一不被战争的残酷所震惊和惊吓。在战役即将结束时，伯尔曼发现妮娜正在将负伤的上尉搀扶到掩体中，猛然想起在未来，这个掩体被摧毁。伯尔曼喊破了喉咙想要让妮娜离开掩体，然而由于未来是确定的，伯尔曼最终没能挽救妮娜。伯尔曼亲眼看到掩体被炸弹击毁，爱人去世；生不如死地在战场上扭曲着身体。战役即将结束时，斯皮尔特身负重伤，被伙伴们轮流抱着来到湖底。片刻，他们出水，发现已经回到了未来。
尽管回到了未来，伯尔曼仍然因为妮娜肝肠寸断；切列普若有所思地、撿起石片狠狠地将臂上的纳粹纹身刮去；斯皮尔特和丘哈则为了自己活着回到未来而感到幸福，躺在沙滩上笑了起来。
但看到了好友伯尔曼悲从中来地从水中慢慢走了回来，斯皮尔特和丘哈心情再次变得沉重，不禁啜泣起来。
伯尔曼将烟盒仍在沙滩上，打开从掩体中获得的包，看了一眼妮娜的照片，又不舍地凝视着漂着热气的湖面。
四个好友又驾车来到现代的莫斯科，街头出现了光头党成员。主角们毫不畏惧地注视着他们。本片就此结束。

## 剧中人物
以下信息来自于电影新闻稿

### 伯尔曼
- 俄语：Борман
- 战时名：谢尔盖·菲拉托夫（Сергей Филатов）
- 演员：丹尼尔·卡斯洛夫斯基
- 人物特点：天生领导者，受过良好的教育，曾在历史学院学习过，能说流利的德语，了解文学，喜欢探索军事历史，聪明，迷人，热爱潮流，单身。

### 斯皮尔特
- 俄语：Спирт
- 名字本意：酒精
- 战时名：安德烈·斯密尔诺夫（Андрей Смирнов）
- 演员：安德烈·切林捷夫（俄语：Андрей Терентьев）
- 人物特点：易受外来影响，自私，隐秘，言行不一致，算计心重，喜欢black music，留着长发绺，吉他弹得好，表面喜欢硬碰硬，但实际上他很懦弱。

### 切列普
- 俄语：Череп
- 名字本意：骷髅
- 战时名：欧列格·瓦西列夫（Олег Васильев）
- 演员：弗拉基米尔·伊戈里奇（俄语：Владимир Яглыч）
- 人物特点：倔强，有原则，光头党、纳粹的崇拜者，曾参与拳击训练，喜欢纹身，鄙视懦弱，有时显得强硬，为人勇敢，是忠诚的朋友，不服输。

### 丘哈
- 俄语：Чуха
- 战时名：维塔利·别罗夫（Виталий Бероев）
- 演员：德米特里·沃克斯特列洛夫（俄语：Дмитрий Волкострелов）
- 人物特点：柔和，感性，多情，优柔寡断，直率。

### 妮娜
- 俄语：Ниночка
- 演员：叶卡捷琳娜·克里莫娃（俄语：Екатерина Климова）
- 人物特点：坚强，心里想什么就说什么。

## 逸事
- 本剧的摄制自从2006年，普斯科夫城开始，到2007年6月底，圣彼得堡结束。
- 2010年2月18日，我们来自未来2上映。

## 穿帮
- 从第二次世界大战到2007年大妈至少有100－110岁，然而大妈看起来顶多80岁。
- 主人公脸上的划痕在不同场景随机移动。
- 苏联方面，T-34-85坦克1944年才开始服役。
- 电影临近结束时掩体被炸毁，而电影开头，掩体是完好的，包括桌子和纸条都是没有受到损害的。
- 电影中主人公穿越到战时，可以发现只有他们头顶上才“下雨”，其他地方都是干的。
- 主人公初遇妮娜，准备检查脑子的时候，麦克风清晰可见。

## 评价
在时光网上，该片得分7.1/10。在迅雷看看网站上，该片得分9.2/10。在烂番茄网站，该片得分3.5/5。
在时光网和迅雷看看上的评论页上，本电影主要的亮点如下：
1. 索科洛夫坚信莫斯科不会有人喊出“希特勒万岁”的口号，切列普刮掉纳粹十字标志。通过这几个镜头来教育俄罗斯青年人，不要忘记历史，不要背叛自己的祖国。
2. 尽管知道妮娜的死自己无法阻止，伯尔曼仍然悲痛万分。体现了伯尔曼的痴情。
3. 主人公在战场上的恐惧反映了人的真实一面。

批评如下：
1. 穿帮的地方太多。部分史实失实。
2. 中文译名“古墓迷途”和英文译名 Back in time 不恰当。
3. 风格略有杂糅。

## 参阅
- 时间旅行

## 脚注
1. ↑  在中文海报上有该描述
2. ↑  . А-1 КИНО ВИДЕО.   [2011-01-26]. （原始内容存档于2011-04-24）.
3. ↑  迅雷看看此片评论 （页面存档备份，存于） 和 时光网此片评论 （页面存档备份，存于）

## 外部連結
- Black Hunters （页面存档备份，存于） at the Internet Movie Database
- 官方网站